# 吉林省立民主学院
吉林省立民主学院是1946年至1948年中共吉林省委、吉林省政府在延吉开办的一所学校。

## 历史
1946年5月25日，吉林大学教务长何锡麟率领部分师生撤出吉林市，到延边，组成群众工作团下到汪清县开展反奸清算、开辟根据地工作。1946年10月底，何锡麟完成在军调部第33执行小组工作回到延吉，奉命开办吉林省立民主学院。校址为日满时期间岛工业学校（今延吉市的河南延边新华印刷厂院内）。该校教育系设在日满公立间岛师道学校址，行政系设在日满警察学校址。院长周保中（吉林省省主席兼吉林军区司令员），副院长关俊彦（延边专署专员）。教育长何锡麟。学员共有800余名。学员的一部分来自日满时期的间岛师道学校、农林学校、工业学校、间岛女子国民高等学校的在校生。学员大部分是朝鲜族。设：
- 行政系：主任王一知。主要培养政治、经济工作干部
- 财政系
- 教育系：主要培养大、中、小学教师。副主任金裕勋（1914-1988）
- 工业系：主要培养技术人才，主要学习课程有矿产学、土木建筑学、电器学、机械学等。主任卢承钧

1948年3月吉林市解放。吉林省立民主学院撤销。教育系改建为吉林省延边高级师范学校。